# جک بینبریج
جک بینبریج (انگلیسی: Jack Bainbridge؛ زادهٔ ۲۱ مهٔ ۱۹۹۸) بازیکن فوتبال است.
از باشگاه‌هایی که در آن بازی کرده‌است می‌توان به باشگاه فوتبال ساندرلند اشاره کرد.